# Dodge 880
La Dodge 880 è un'autovettura full-size prodotta dalla Dodge dal 1962 al 1965. Fino al 1963 il modello era conosciuto come Custom 880.

## Storia
Il modello fu pensato per inserirsi nella gamma Dodge nel mercato delle vetture full-size di medie dimensioni, sia per colmare il vuoto lasciato, nella gamma Chrysler, dalla soppressione del marchio DeSoto nel 1961.
Il progetto fu avviato alla fine del 1961 a causa di alcune voci relative alla Chevrolet riportanti l'intenzione, da parte di quest'ultima, di ridurre di dimensione i propri modelli full-size per il model year 1962. Per prevenire la mossa, le dirigenze di Dodge e Plymouth ordinarono ai propri progettisti di allestire un programma che prevedesse il rimpicciolimento delle vetture che erano all'epoca in fase di progettazione, in modo tale da competere con i modelli Chevrolet di prossima commercializzazione.
A dispetto delle voci, i modelli Chevrolet del 1962 non solo non furono rimpiccioliti, ma vennero leggermente ingranditi. L'unico modello Chevrolet di piccole dimensioni lanciato nell'anno citato fu infatti la Chevy II.
Il risultato fu la Custom 880, che dal 1963 cambiò nome in 880. Essa venne commercializzata in versione coupé due porte, berlina due o quattro porte, cabriolet due porte e familiare cinque porte. I motori disponibili erano due, entrambi V8. Il primo aveva una cilindrata di 5,9 litri, mentre il secondo di 6,3 litri. Anche i cambi offerti erano due, uno manuale a tre rapporti ed uno automatico Torqueflite, anch'esso a tre marce. Nel 1965 quest'ultimo fu sostituito da un TorqueFlight a quattro rapporti.
Gli esemplari prodotti furono:
- 1962, 17.500
- 1963, 28.200
- 1964, 31.800
- 1965, 23.700
- Totale: 101.200

La 880/Custom 880 fu sostituita dalla Dodge Monaco nel 1965.